# Esgrima nos Jogos Olímpicos de Verão de 1956
A esgrima nos Jogos Olímpicos de Verão de 1956 foi realizada em Melbourne, na Austrália, com sete eventos disputados.

## Eventos da esgrima
Masculino: Florete individual | Espada individual | Sabre individual | Florete por equipe | Espada por equipe | Sabre por equipe
Feminino: Florete individual

## Masculino

### Florete individual masculino
| Pos. | País         | Atletas             |
| ---- | ------------ | ------------------- |
|      | França (FRA) | Christian d'Oriola  |
|      | Itália (ITA) | Giancarlo Bergamini |
|      | Itália (ITA) | Antonio Spallino    |

### Espada individual masculino
| Pos. | País         | Atletas             |
| ---- | ------------ | ------------------- |
|      | Itália (ITA) | Carlo Pavesi        |
|      | Itália (ITA) | Giuseppe Delfino    |
|      | Itália (ITA) | Edoardo Mangiarotti |

### Sabre individual masculino
| Pos. | País                  | Atletas         |
| ---- | --------------------- | --------------- |
|      | Hungria (HUN)         | Rudolf Kárpáti  |
|      | Polônia (POL)         | Jerzy Pawłowski |
|      | União Soviética (URS) | Lev Kuznetsov   |

### Florete por equipe masculino
| Ouro | Prata                                                                                                  | Bronze                                                                                          |
| ITA Itália Vittorio Lucarelli Luigi Arturo Carpaneda Manlio Di Rosa Giancarlo Bergamini Antonio Spallino Edoardo Mangiarotti | FRA França Bernard Baudoux René Coicaud Claude Netter Roger Closset Christian d'Oriola Jacques Lataste | HUN Hungria Lajos Somodi József Gyuricza Endre Tilli József Marosi Mihály Fülöp József Sákovics |

### Espada por equipe masculino
| Ouro | Prata                                                                                                 | Bronze                                                                                            |
| ITA Itália Giuseppe Delfino Franco Bertinetti Alberto Pellegrino Giorgio Anglesio Carlo Pavesi Edoardo Mangiarotti | HUN Hungria Béla Rerrich Ambrus Nagy Barnabás Berzsenyi József Marosi József Sákovics Lajos Balthazár | FRA França Bernard Baudoux Yves Dreyfus René Queyroux Daniel Dagallier Claude Nigon Armand Mouyal |

### Sabre por equipe masculino
| Ouro                                                                                                 | Prata | Bronze                                                                                           |
| HUN Hungria Attila Keresztes Aladár Gerevich Rudolf Kárpáti Jenõ Hámori Pál Adam Kovács Dániel Magai | POL Polônia Zygmunt Pawlas Jerzy Pawłowski Wojciech Zabłocki Andrzej Piątkowski Marek Kuszewski Ryszard Zub | URS União Soviética Yakov Rylsky David Tyshler Lev Kuznetsov Yevgeni Cherepovsky Leonid Bogdanov |

## Feminino

### Florete individual feminino
| Pos. | País               | Atletas          |
| ---- | ------------------ | ---------------- |
|      | Grã-Bretanha (GBR) | Gillian Sheen    |
|      | Romênia (ROM)      | Olga Szabo-Orban |
|      | França (FRA)       | Renée Garilhe    |

## Quadro de medalhas da esgrima
| Ordem | País                | Medalha de ouro | Medalha de prata | Medalha de bronze | Total |
| ----- | ------------------- | --------------- | ---------------- | ----------------- | ----- |
| 1     | ITA Itália          | 3               | 2                | 2                 | 7     |
| 2     | HUN Hungria         | 2               | 1                | 1                 | 4     |
| 3     | FRA França          | 1               | 1                | 2                 | 4     |
| 4     | GBR Grã-Bretanha    | 1               | 0                | 0                 | 1     |
| 5     | POL Polônia         | 0               | 2                | 0                 | 2     |
| 6     | ROM Romênia         | 0               | 1                | 0                 | 1     |
| 7     | URS União Soviética | 0               | 0                | 2                 | 2     |